# Su Pollard
Susan Pollard (znana jako Su Pollard; ur. 7 listopada 1949 w Nottingham) – brytyjska aktorka i piosenkarka, w Polsce najlepiej znana z roli pokojówki Ivy w serialu komediowym Pan wzywał, milordzie?.

## Kariera
Zaczynała karierę sceniczną jako stażystka w teatrze w Nottingham. W 1974 zajęła drugie miejsce, śpiewając w jednej z edycji programu Opportunity Knocks (przypominającym nieco polską Szansę na sukces). Po tym sukcesie stała się wziętą aktorką musicalową, występującą w wielu spektaklach na West Endzie.
W 1979 zadebiutowała w telewizji jako aktorka pierwszoplanowa, w zamkniętym zaledwie po jednej serii sitcomie Two Up, Two Down. Została tam jednak dostrzeżona i otrzymała angaż do kolejnego serialu, tworzonego przez duet Jimmy Perry – David Croft Hi-de-Hi!. Tym razem serial odniósł duży sukces i był emitowany przez 8 lat. Na planie tej produkcji poznała także swojego przyszłego męża (ostatecznie związek zakończył się jednak rozwodem), który oświadczył się jej, kiedy była przebrana do jednej ze scen w kostium owada. W latach 80. próbowała także swoich sił na rynku fonograficznym i przemierzała kraj z jednoosobowym estradowym The Su Pollard Show.
Następnie jeszcze dwukrotnie wystąpiła u Davida Crofta: w Pan wzywał, milordzie? oraz w Stacyjce Hatley. We wszystkich trzech serialach tego autora ze jej udziałem, jej najbliższymi partnerami byli Paul Shane i Jeffrey Holland, stąd w świadomości wielu widzów funkcjonują jako nierozerwalny tercet. Od połowy lat 90. rzadziej pokazuje się w telewizji, skupiając się na pracy scenicznej i estradowej. Młodsi widzowie regularnie mogą ją także usłyszeć w dubbingu przeznaczonych dla nich filmów.